# Jerry's Nugget 扑克牌

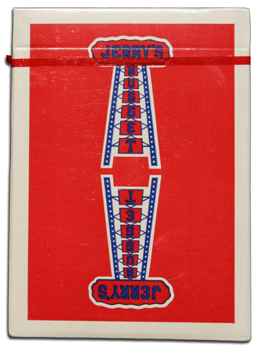
一副红色的 Jerry's Nugget 扑克牌。

在1970年左右，内华达州拉斯维加斯的Jerry's Nugget赌场生产了一种特殊的纸牌，该牌并没有在赌场中使用，而是在赌场的礼品店中以50美分的价格出售。由于其独特的手感和品质，这些纸牌在收藏家中非常受欢迎。50年后的今天，这些印有Jerry's Nugget标志的纸牌在二手市场上的价格已经超过了每副500美元。 
纸牌背面的标志设计展示了赌场停车场油井标志的图像，背景为纯蓝色或红色。这个标志也出现在纸牌的大小王上。

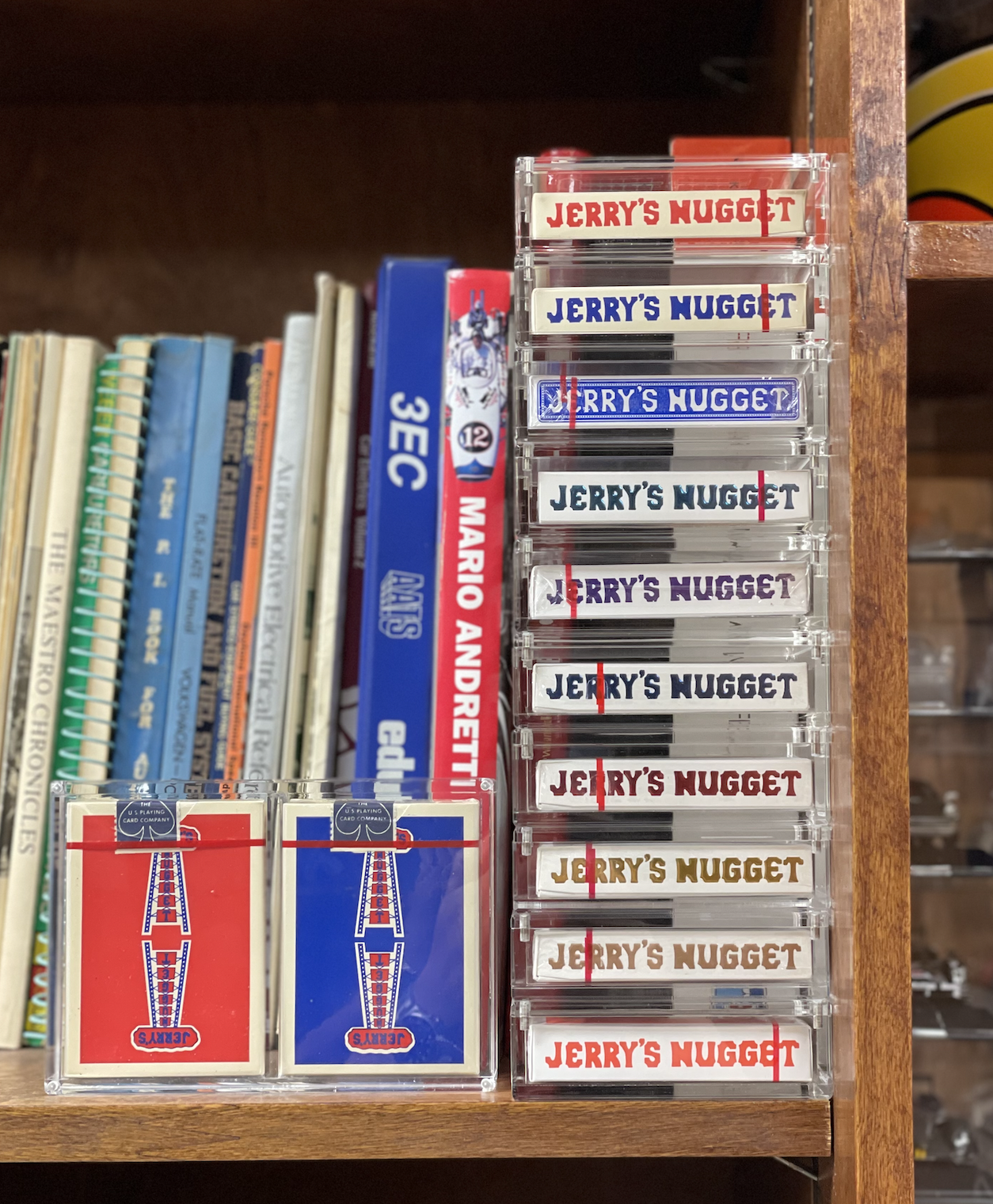
最开始到 2021 年Jerrys Nugget 赌场扑克牌变化

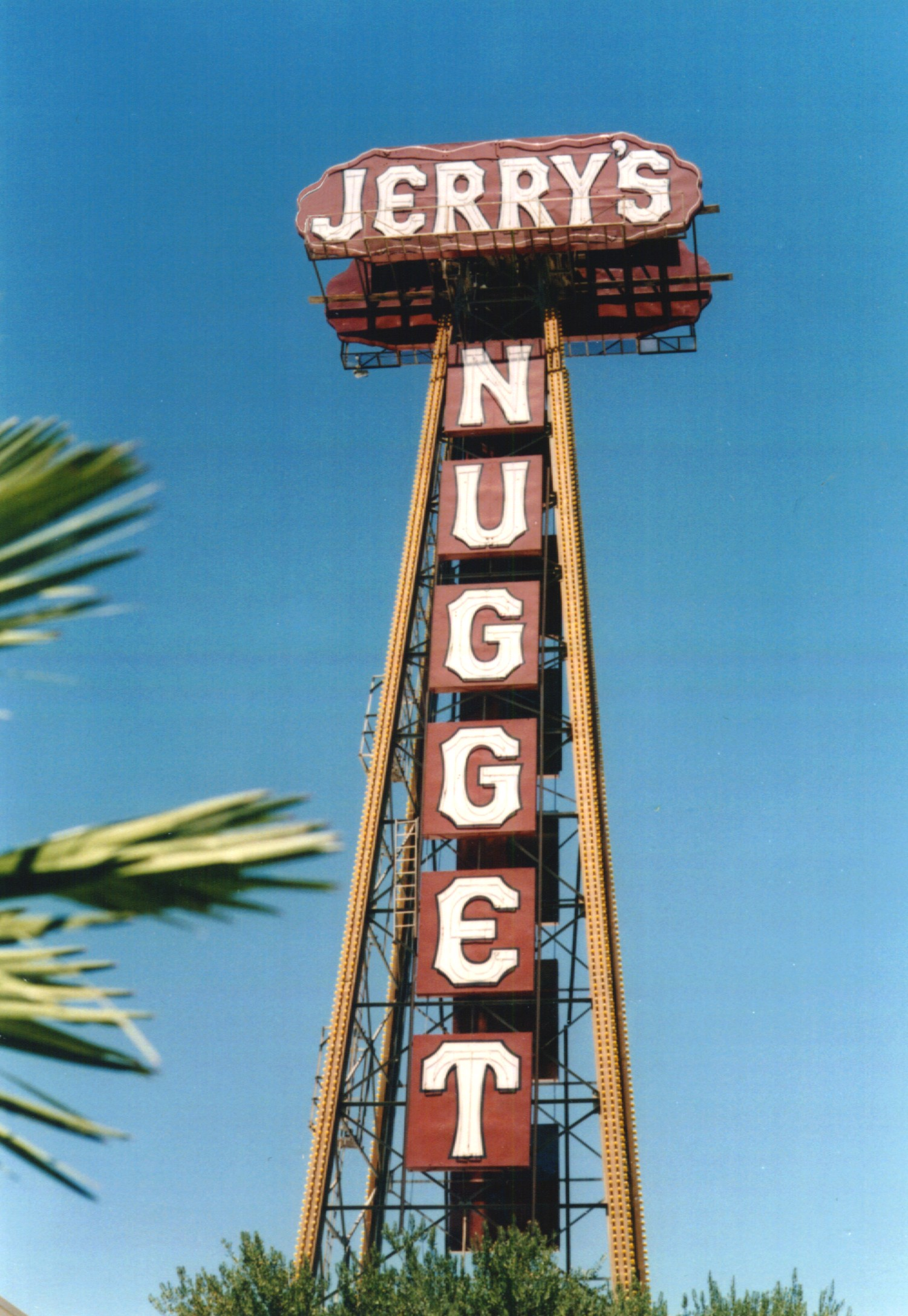
Jerry's Nugget 赌场，北拉斯维加斯，内华达州

Jerry's Nugget 扑克牌在俄亥俄州辛辛那提印制，然后通过卡车运到北拉斯维加斯赌场，并在那里存放多年。这在藏在仓库中的扑克牌最终被著名的法国魔术师和私人收藏家多米尼克·杜维维尔 (Dominique Duvivier) 发现并购买了14000余副，在 1999 年左右售罄。 

## 重塑
2019 年， Expert Playing Card Company 与 Jerry's Nugget Casino 进行合作，推出了复古手感和现代手感的两种扑克。 Jerry's Nugget 设计的再版已经以多种颜色发布。 

## 关联信息
- 花切
- 手部极限运动